# Violette Cordery
Pour les articles homonymes, voir Cordery.
Violette Cordery, (10 janvier 1900 – 30 décembre 1983) (épouse Hindmarsh) est une pilote de course britannique et grande briseuse de records de longues distances.

## Jeunesse
Violette naquit à Londres d'Henry Cordery et avait une sœur aînée Leslie (dite « Lucy ») et une sœur cadette, Evelyn, qui participèrent aussi à ses exploits du volant.

## L'automobile
Violette fut employée comme pilote par le capitaine Noel Macklin de la Royal Naval Volunteer Reserve (RNVR) à Douvres. Il avait été évacué hors de France par l'Artillerie Royale en 1915, et par la suite transféré à la RNVR. Macklin avait épousé sa sœur aînée, Lucy.
En 1920, elle participa à la course de côte de South Harting (en), pilotant une Silver Hawk fabriquée par Noel Macklin. Cordery a également participé à deux British Motor Cycle Racing Club handicap events, conduisant une Eric-Campbell, également fabriquée par Noel Macklin. En mai 1921, elle remporta la course des dames à la Junior Car Club Meeting, avec une moyenne de 49,7 miles par heure (80 km/h).
En 1925, elle fit la publicité des nouvelles voitures Invicta, également fabriquées par Noel Macklin, en gagnant des courses et en établissant des records. Au West Kent Motor Club Meeting à Brooklands, elle remporta le demi-mille au sprint dans une Invicta de 2,7 litres et s'envola de victoires en records.
En 1926, elle établit un record de longue distance à l'Autodromo Nazionale Monza, en Italie, en co-conduisant une Invicta de 19,6 cv sur 10 000 miles (soit plus de 16 000 km) à 56,47 miles par heure (90,88 km/h). En juillet 1926, elle établit une moyenne de 70,7 miles par heure (113,8 km/h) sur 5 000 miles (plus de 8 000 km) à l'autodrome de Linas-Montlhéry de Paris et devient la première femme à se voir décerner le Trophée Dewar par le Royal Automobile Club.
En 1927, elle conduisit une Invicta autour du monde en cinq mois, couvrant 10,266 miles (16,522 km) à une vitesse moyenne de 24,6 miles à l'heure (39,6 km/h). Elle voyagea à travers l'Europe, l'Afrique, l'Inde, l'Australie, les États-Unis et le Canada, accompagnée d'une infirmière, d'un mécanicien et d'un observateur du Royal Automobile Club.
En 1929, avec sa jeune sœur Evelyn, elle couvrit 30 000 miles (soit 48 000 km) sur le circuit de Brooklands en moins de 30 000 minutes (environ 20 jours et 20 heures) à une vitesse moyenne de 61,57 miles par heure (99,09 km/h) et gagna un deuxième Trophée Dewar du Royal Automobile Club. En 1930, son Invicta Grand-Tourisme de 4,5 litres avait terminé des voyages avec retour de Londres à Monte-Carlo, de Londres à John o' Groats et de Londres à Édimbourg.

## Vie de famille
Cordery épousa le pilote de course et aviateur John Stuart Hindmarsh le 15 septembre 1931 à l'église paroissiale de Stoke D'Abernon (en). Ils eurent deux filles, dont Susan qui épousa le pilote de course Roy Salvadori. Veuve en 1938 à la suite du décès de Hindmarsh pendant les vols d'essai du Hawker Hurricane, elle prit sa retraite de la vie publique jusqu'à sa mort le 30 décembre 1983 à Oxshott (en), dans le Surrey. Elle a été incinérée au crématorium de Randalls Parc,.